# Hapjespan

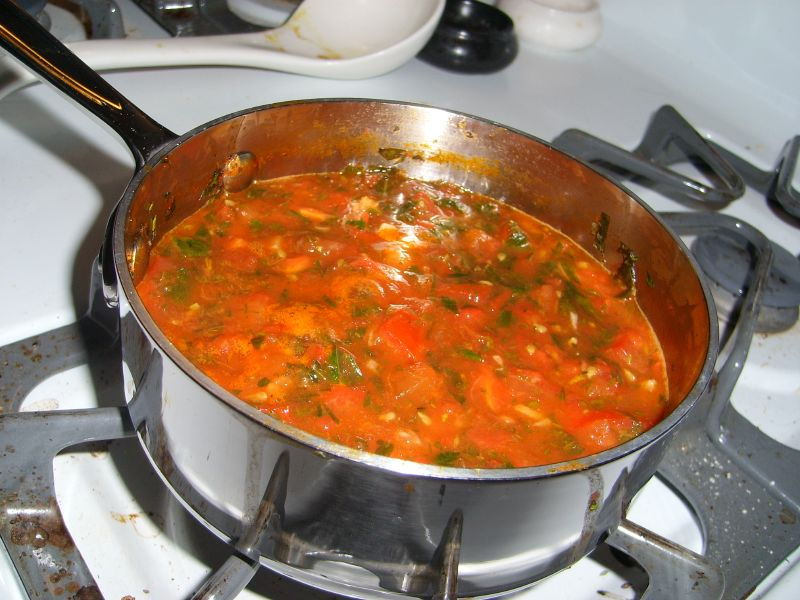

Een hapjespan is een soort koekenpan met een hogere, rechtopstaande rand. De rand is echter minder hoog dan die van een kookpan. Ze wordt meestal gebruikt om vlees, vis of gevogelte te sauteren. De rechtopstaande randen laten toe om nadien de vleesresten met behulp van wijn, bier of een andere vloeistof los te weken en tot een saus te verwerken (deglaceren).
Een sauteerpan verschilt van de hapjespan doordat een sauteerpan een conische vorm heeft.  
Vaak wordt een hapjespan met een bijpassend deksel verkocht. Meestal hebben dit soort pannen een teflon of andere antiaanbakbodem. Een hapjespan is vooral geschikt voor het bakken en stoven van gerechten in wat grotere hoeveelheden. Voor kleinere hoeveelheden kan men immers toe met een koekenpan of steelpan.